# Croatia (tjednik, Zagreb)
Croatia je bila hrvatski tjednik. U impresumu se definirao kao "nacionalni i književni tjednik".
List je izašao siječnja 1941. godine i nije se dugo zadržao na tržištu. Izlazio je u Zagrebu. Izdavač je bio Konzorcij Croatia. 
Glavni je urednik bio Ivo Bogdan.